# Aeropuerto Vicecomodoro Ángel de la Paz Aragonés
El Aeropuerto Vicecomodoro Ángel de la Paz Aragonés (FAA: SDE - IATA: SDE - OACI: SANE), es un aeropuerto que se encuentra ubicado a unos 6 km hacia el noroeste del centro de Santiago del Estero, en la Provincia de Santiago del Estero. Fue inaugurado en 1951 por el entonces ministro de Obras y Servicios Públicos
de la República Argentina, Juan Pistarini Constituyó una de las sedes operativas del Operativo Fortín de las Fuerzas Armadas argentinas.

## Accesos
Su dirección es Avenida Madre de Ciudades S/N (G4200) y sus coordenadas son latitud 27° 45' 22" S y longitud 64° 17' 56" O.

## Infraestructura
El área total del predio es de 250 ha y su categoría OACI es 4C.
- Pistas: 108,990 m²
- Calles de Rodaje: 10,350 m²
- Plataformas: 10,010 m²
- Superficie Total Edificada: 1,596 m²
- Terminal de Pasajeros: 1,000 m² (organizado en un único nivel)
- Hangares: 3,580 m²
- Estacionamiento Vehicular: 3,000 m²

## Aerolíneas
| Destinos regulares | Nombre del aeropuerto    | Aerolíneas                     | Avión                          | Frecuencias semanales                      |
| ------------------ | ------------------------ | ------------------------------ | ------------------------------ | ------------------------------------------ |
| Argentina          |                          |                                |                                |                                            |
| Buenos Aires       | Aeroparque Jorge Newbery | Aerolíneas Argentinas Flybondi | B737-700/800, E-190AR B737-800 | 12 (16 a partir de abril de 2024) / 6 (18) |

## Estadísticas
| Ranking | Ciudad                               | Pasajeros (2017) | Pasajeros (2018) | Pasajeros (2019) | Variación | Aerolíneas                                   |
| ------- | ------------------------------------ | ---------------- | ---------------- | ---------------- | --------- | -------------------------------------------- |
| 1       | Buenos Aires (Aeroparque), Argentina | 97.201           | 99.232           | 95.811           | -3,45     | Aerolíneas Argentinas, Austral Líneas Aéreas |
| 2       | Buenos Aires (El Palomar), Argentina | N/D              | 20.850           | 47.647           | +128,52   | Flybondi                                     |